# Jau
Jau – miasto w Angoli, w prowincji Huíla.